# Ş

الحرف Ş أو ş هو حرف لاتيني يشبه في طريقة كتابته حرف S لكن بإضافة سديلة أسفل الحرف، يكتب هذا الحرف بترميز يونيكود: U+015E للحرف الكبير وU+015F للحرف الصغير.

## اللغات التي تستعمل هذا الحرف
العديد من اللغات تستخدم هذا الحرف ومنها: اللغة التركية، اللغة الكردية (بالأبجدية اللاتينية)، اللغة الرومانية، واللغة التترية. ويلفظ هذا الحرف في هذه اللغات مثل [ʃ] أو كلفظ Sh في كلمة Show أو كلفظ حرف ش باللغة العربية.